# Mauritius na Letnich Igrzyskach Olimpijskich 2008
Mauritius na Letnich Igrzyskach Olimpijskich 2008 reprezentowało 12 sportowców w 7 dyscyplinach.
Był to 7. start reprezentacji Mauritiusa na letnich igrzyskach olimpijskich. Zdobyty medal był pierwszym w historii występów kraju na letnich igrzyskach olimpijskich.

## Zdobyte medale
| Medal | Zawodnik    | Dyscyplina sportowa | Konkurencja                      |
| ----- | ----------- | ------------------- | -------------------------------- |
| Brąz  | Bruno Julie | Boks                | waga kogucia (do 54 kg) mężczyzn |